# Kościół św. Stanisława Biskupa i Męczennika w Barcicach
Kościół św. Stanisława Biskupa i Męczennika w Barcicach – rzymskokatolicki kościół filialny zlokalizowany w miejscowości Barcice (powiat wyszkowski w województwie mazowieckim). Należy do parafii św. Stanisława Biskupa i Męczennika w Barcicach z siedzibą w Somiance.

## Historia
Parafię we wsi erygował w 1380 (lub 1379) biskup płocki, Dobiesław Sówka. Była to fundacja zakonu norbertanek z Płocka. Wtedy to powstała pierwsza świątynia zastąpiona kolejną w 1616. Przetrwała ona do połowy XVIII wieku.
Obecny kościół wzniesiono w 1758 z drewna. Był remontowany w latach: 1867-1868, 1893 oraz po II wojnie światowej, jak również w latach 1998-2002 oraz 2010-2015 (dach).

## Architektura

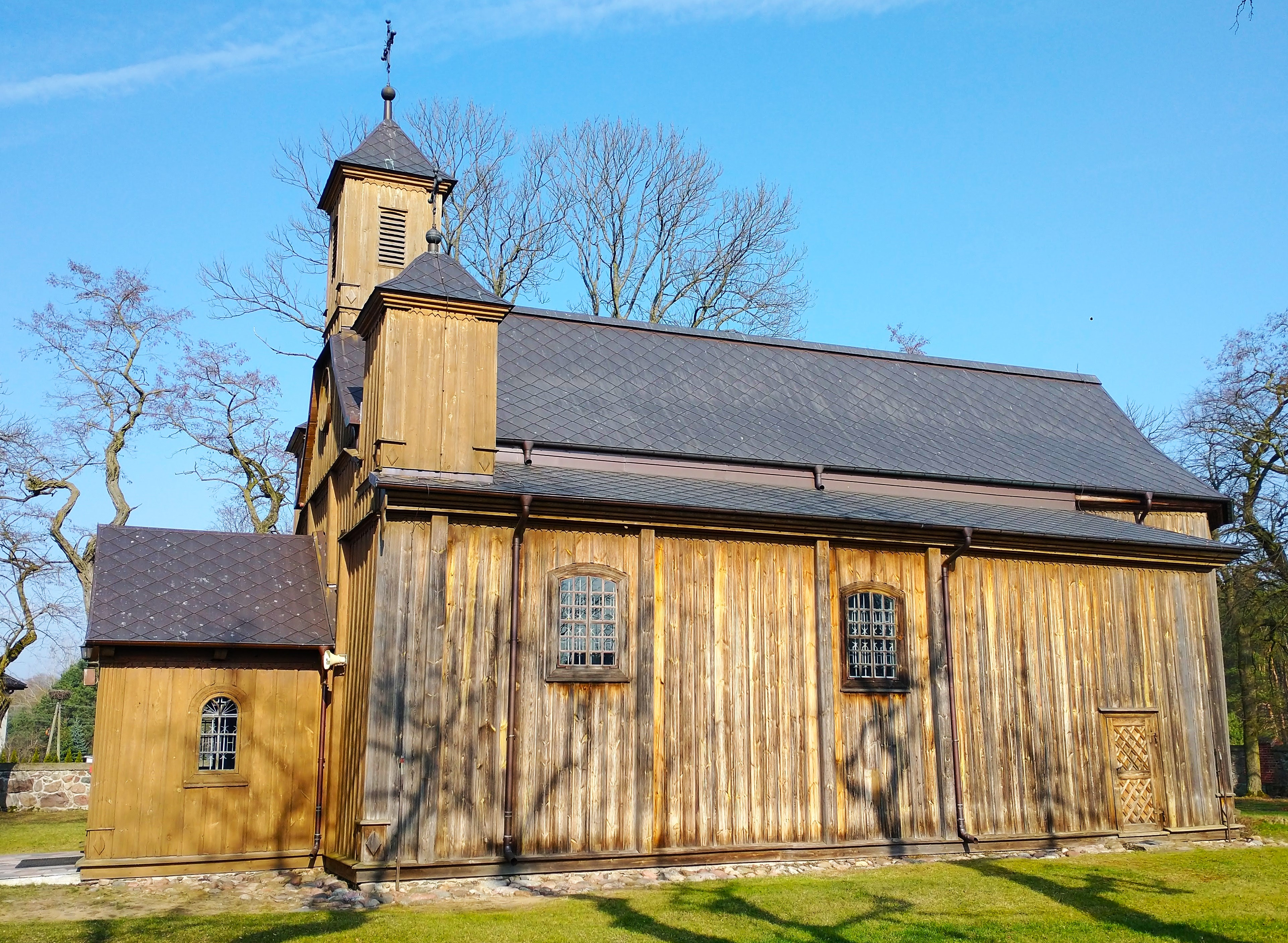
Widok od południa

Kościół wzniesiony na rzucie prostokąta stoi w centrum wsi i jest ogrodzony murem z kamienia polnego. Orientowany obiekt jest konstrukcji sumikowo-łątkowej, oszalowany, osadzony na kamiennej podmurówce. Ma trzy nawy i prezbiterium szerokości nawy głównej, zamknięte trójbocznie z dwoma zakrystiami po bokach. Od zachodu i północy przybudowane są kruchty. Nawy wraz z prezbiterium przykrywa dach dwuspadowy. Nad elewacją wejściową umieszczono trzy niewielkie wieżyczki na rzucie kwadratów zwieńczone metalowymi, zdobionymi krzyżami. Elewacja ta jest trójosiowa z kanelurowanymi pilastrami na narożach. Poprzedza ją kruchta z trójkątnym szczytem. Pod środkową wieżyczką znajduje się trójkątny szczyt z okulusem.
Wnętrza kryte są drewnianymi stropami, a w nawie głównej i prezbiterium sklepieniem kolebkowym w formie elipsy. Więźba dachowa jest krokwiowo-jętkowa. Podłogi wykonano z desek, a w prezbiterium z terakoty. Stropy naw bocznych i belki sklepienia nawy głównej wspierają się na kanelurowanych kolumnach. Chór muzyczny opiera się na dwóch kolumnach.

## Wyposażenie
Na wyposażeniu świątyni są m.in. ołtarze (główny i boczne) oraz belka tęczowa z figurą Chrystusa (koniec XVIII wieku). Kościół posiadał dwa dzwony odlane przez Antoniego Włodkowskiego w Węgrowie (1898). Zostały one utracone w czasie II wojny światowej.